# Pseudartonis semicoccinea
Pseudartonis semicoccinea är en spindelart som beskrevs av Simon 1907. Pseudartonis semicoccinea ingår i släktet Pseudartonis och familjen hjulspindlar.
Artens utbredningsområde är São Tomé. Inga underarter finns listade i Catalogue of Life.